# Tomonori Toyofuku
Tomonori Toyofuku (japanisch 豊福 知徳; geboren 18. Februar 1925 in Kurume (Präfektur Fukuoka); † 18. Mai 2019 in Fukuoka) war ein japanischer Bildhauer der Shōwa-Zeit.

## Leben und Werk
Toyofuku Tomonori wurde in Kurume geboren. Er studierte von 1946 bis 1948 das Gestalten von Figuren aus Holz unter Tominaga Chōdō (冨永 朝堂, 1897–1987), der zu der Zeit im nahen Dazaifu lebte. Ab 1950 stellte er bei der „Neuen kreativen Gesellschaft“ (新製作協会 Shin Seisaku Kyōkai) aus und wurde 1956 den Preis der Gesellschaft. Im folgenden Jahr wurde er auch als Mitglied aufgenommen. 1959 wurde er für sein Werk „Sich treiben lassen“ (漂流 Hyōryō) mit dem zum zweiten Mal vergebenen „Takamura Kōtarō-Preis“ ausgezeichnet. 1960 wurde er als einer der Vertreter Japans auf die 30. Biennale di Venezia entsandt. Anschließend blieb er in Italien, wobei Mailand sein Wohnsitz wurde. Er stellte auf Einzelausstellungen in Mailand aus, aber auch in vielen Ländern der Welt und erlangte internationale Bekanntheit. 1978 erhielt er den „Großen Kunstpreis Japans“, der von der „Shinchō Bungei Shinkōkai“ (新潮文芸振興会) vergeben wird.
Nach anfänglich konkreten Skulpturen wurden Toyofukus Arbeiten weitgehend abstrakt, bestehend aus hohlen Holzzylindern und Platten, die mit großen und kleinen Löchern versehen sind, die eine Art Meißelspuren zeigen und damit auf die Holzbearbeitung hinweisen. Er gestaltete aber auch haushohe Skulpturen im Freien, wie das 1994 gestaltete Friedensdenkmal „Na no Tsūfukukan“ (那の津往還), etwa „Heimkehr aus [Chi]Na“, das in Hakata steht, in der Hafenstadt, in der am Kriegsende Vertriebenen und Kriegsheimkehrer aus China an Land gingen, oder den „Garten der steinernen Stimmen“ (石声庭 Sekishōtei) in seiner Heimatstadt Kurume, ein gigantischer Steinbau, der an einer Seite in einen Wasserfall übergeht.